# Uloborus trilineatus
Uloborus trilineatus är en spindelart som beskrevs av Eugen von Keyserling 1883. Uloborus trilineatus ingår i släktet Uloborus och familjen krusnätsspindlar. Inga underarter finns listade i Catalogue of Life.